# 孙东海 (1968年)
孙东海（1968年8月—），男，汉族，安徽无为人，中共党员，中华人民共和国政治人物。

## 生平
1991年7月毕业于安徽师范大学中文系。2012年3月，获中国科学技术大学公共管理硕士学位。
历任安徽医科大学党办、校办秘书，《决策》杂志副总编辑、总编辑，安徽省人民政府发展研究中心国际经济研究处处长、综合经济研究处处长、办公室主任，安徽省政府发展研究中心副主任等职。2017年3月，任安徽省政府发展研究中心党组书记、主任。
2019年5月，任安徽省政府副秘书长、办公厅党组成员，后任安徽省政府副秘书长、办公厅主任。2023年1月，任十三届安徽省政协提案委员会副主任。2024年4月，任安徽省商务厅党组书记。